# Stephanolasca chrysophlebia
Stephanolasca chrysophlebia är en insektsart som beskrevs av Navás 1912. Stephanolasca chrysophlebia ingår i släktet Stephanolasca och familjen fjärilsländor. Inga underarter finns listade i Catalogue of Life.